# Фосфоміцин
Фосфоміцин — природний антибіотик широкого спектра дії для перорального і парентерального застосування. Виробництво препарату передбачає використання продуктів життєдіяльності Streptomyces fradiae. Фосфоміцин уперше отриманий унаслідок результату співпраці компанії «Merck & Co» та іспанської компанії «Compañía Española de Penicilina y Antibióticos» (або скорочено «Cepa») при дослідженні культури Streptomyces fradiae, із публікацією результатів досліджень у 1969 році. Промислове виробництво фосфоміцину розпочалось у 1971 році на заводі іспанської компанії «Cepa».

## Фармакологічні властивості
Фосфоміцин — антибіотик широкого спектра дії. Препарат діє бактерицидно, порушуючи синтез клітинної стінки бактерій. До фосфоміцину чутливі такі збудники: стафілококи, Escherichia coli, Enterobacter spp., Pseudomonas spp., Klebsiella spp., Proteus spp., Serratia spp. Малоактивний до стрептококів, ентерококів. Препарат не діє на анаеробні мікроорганізми.

### Фармакодинаміка
Фосфоміцин добре всмоктується в шлунково-кишковому тракті, максимальна концентрація в крові досягається протягом 2 годин. Біодоступність при пероральному прийомі становить близько 60 %. Період напіввиведення при пероральному прийомі 2 год., при парентеральному − 1,5-1,7 год. Фосфоміцин не метаболізується в організмі, виводиться з сечею в незміненому вигляді. У формі трометамолу має змогу підтримувати терапевтичний рівень в сечі протягом 48 годин. Препарат проникає в грудне молоко і через плацентарний бар'єр.

## Показання до застосування
В ін'єкційній формі препарат застосовують при септицемії; інфекціях дихальних шляхів (бронхіти, бронхоектатична хвороба, плеврити, піоторакс); перитоніті; інфекціях сечостатевої системи (пієлонефрит, цистит, аднексит, параметрит, бартолініт). В пероральній формі використовується для лікування інфекцій сечових шляхів — циститі, уретровезикальному синдромі, безсимптомній масивній бактерійурії (особливо при вагітності), післяопераційних інфекціях сечових шляхів; а також для передопераційної підготовки перед операціями сечових шляхів і трансуретральними дослідженнями

## Побічна дія
При застосуванні фосфоміцину можливі наступні побічні ефекти:
- Алергічні реакції — часто (1,4 %) висипання на шкірі; нечасто (0,1—1 %) кропив'янка, еритема шкіри, свербіж шкіри; рідко (менше 0,1 %) анафілактичний шок.
- З боку нервової системи — рідко (менше 0,1 %) головний біль, запаморочення, судоми, парестезія, гіпестезія.
- З боку травної системи — часто (1—10 %) нудота, блювота, діарея, болі в животі; рідко (менше 0,1 %) псевдомембранозний коліт, жовтяниця.
- З боку серцево-судинної системи — рідко (менше 0,1 %) болі і дискомфорт в грудній клітці, серцебиття.
- Зміни в лабораторних аналізах — нечасто (0,1-5,0 %) панцитопенія, еозинофілія, агранулоцитоз, анемія, лейкопенія, тромбоцитопенія, підвищення рівня білірубіну, підвищення активності трансаміназ,лактатдегідрогенази і лужної фосфатази; рідко (менше 0,1 %) підвищення концентрації креатиніну і сечовини, підвищення або зниження концентрації в крові натрію і калію, протеїнурія.
- Місцева реакція при внутрішньовенному введенні — нечасто (0,1-5,0 % біль при введенні, відчуття холоду в вені, флебіти.

## Протипокази
Фосфоміцин протипоказаний при підвищеній чутливості до препарату, при важкій нирковій недостатності. Діти віком до 12 років. Обережністю призначають при серцевій недостатності і артеріальній гіпертензії. На час лікування препаратом рекомендується припинити годування грудьми.

## Форми випуску
Препарат випускається у вигляді порошку для парентерального застосування в флаконах по 1,0 і 2,0 г та в гранулах для перорального застосування по 3,0 г.

## Синоніми
Fosfocina, Fosfomicina, Fosfomycin, Fosfomycine, Fosfomycinum, Phosphomycin, Phosphonemycin, Phosphonomycin, Ivozfo, Монурал (Monurol)

### Дженерики
Еспа-Фоцин,  Урофосцин, Фонурол, Фосміцин, Фосфорал, Фосфоцин, Цисторал

## Застосування у ветеринарії
Фосфоміцин для ветеринарного застосування випускається у порошку та застосовується для лікування інфекцій, що викликані чутливими до препарату бактеріями, у свиней та свійських птахів.